# 希尔斯费尔德
希尔斯费尔德是德国莱茵兰-普法尔茨州的一个市镇。总面积7.07平方公里，总人口237人，其中男性112人，女性125人（2011年12月31日），人口密度34人/平方公里。